# Rutela glabrata
Rutela glabrata är en skalbaggsart som beskrevs av Fabricius 1781. Rutela glabrata ingår i släktet Rutela och familjen Rutelidae. Inga underarter finns listade i Catalogue of Life.